# Nasreddin Hodja

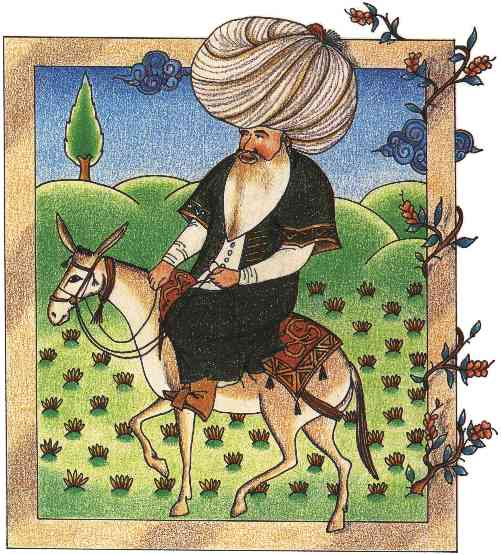
Nasreddin Hodja, 17e eeuw

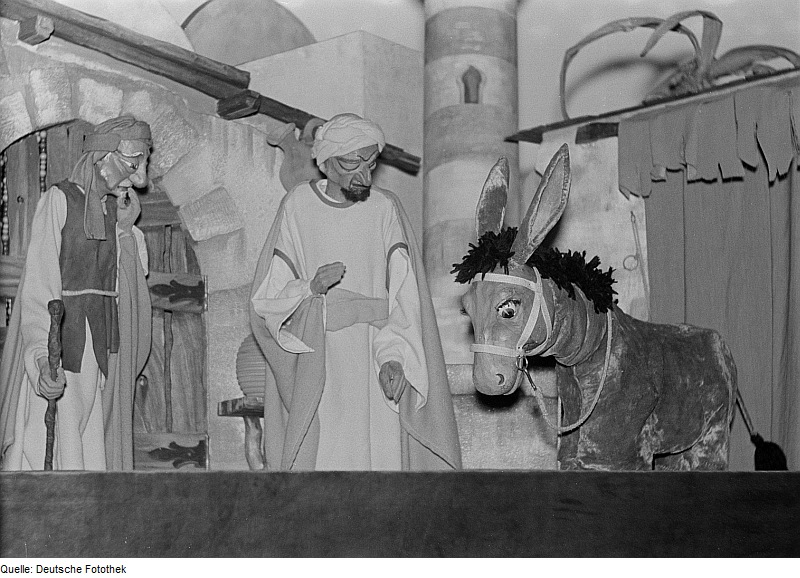
Nasreddin Hoja, scène uit een poppenkastspel, 1951

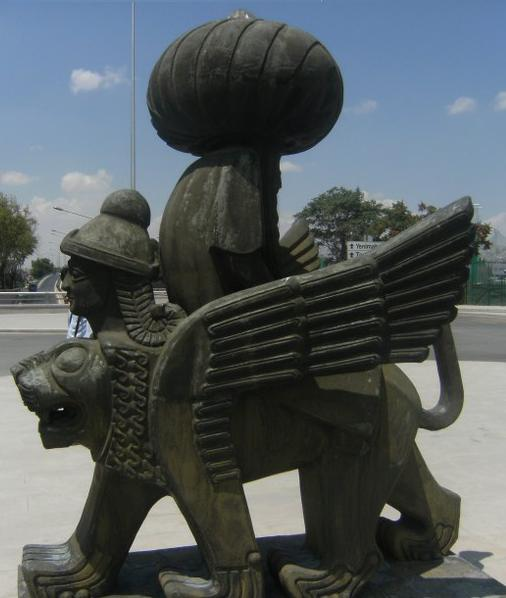
Nasrettin Hoca in Alanya

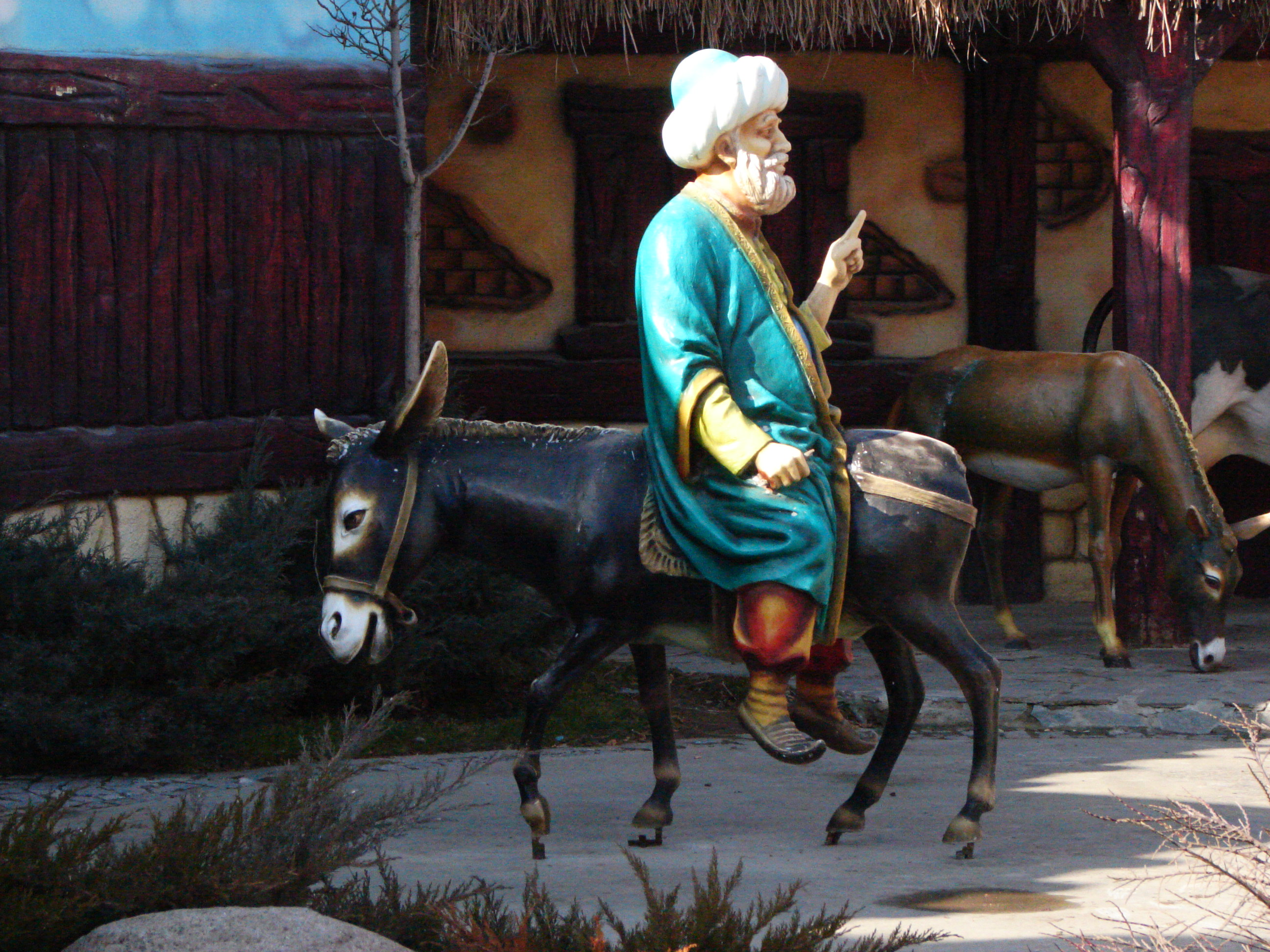
Nasrettin Hoca in Ankara

Nasreddin Hodja was een islam-geestelijke uit de middeleeuwen. Hij was ook filosoof en staat in de hele islamitische wereld bekend om de verhalen en anekdoten rond zijn persoon.

## Historische figuur
Hij zou omstreeks 1300 ergens in Groter Khorasan in het huidige Iran en Afghanistan geleefd hebben, maar het kan ook enkele eeuwen later zijn geweest. Aangezien dit alles op overlevering is gebaseerd, is niet eens bekend of Nasreddin wel bestaan heeft. In de Midden-Anatolische stad Aksehir is wel zijn mausoleum te vinden en er zijn jaarlijks feestelijkheden tussen 5 juli en 10 juli ter ere van Nasreddin.

## Verhalen
Hoewel de verhalen omtrent Nasreddin hun oorsprong in Turkije lijken te vinden, hebben zij zich verbreid tot in Noord-Afrika, maar ook tot in Chinees Turkestan.
De verhalen dragen veelal het karakter van schelmenverhalen, en doen dus denken aan de fratsen van personages als Dik Trom, Tijl Uilenspiegel en Don Quichot. Het verschil is echter dat Nasreddin noch een dwaas, noch de hoofdpersoon uit een kinderboek is. De toonzetting van de verhalen kan ook als positief worden gekenschetst: er komt wel spot, maar geen cynisme in voor. Ze zijn in diverse handschriftverzamelingen te vinden, en zijn ook gecanoniseerd in de officiële literatuur; de Turkse schrijfster Halide Edib Adıvar verwerkte ze, en er is een Franse versie, Nasreddin et son épouse uit 1918, van de hand van Paul Mille.
- Goedkoop winkelen
- De kat heeft het opgegeten
- De olijfolie
- De achterdeur
- Djha en de kat
- Djha en de juwelier
- Djha als rechter
- De uitnodiging van Djha

## Andere namen
Soms wordt Nasreddin ook moella of hodja (hoca, soms djoha of djha (Marokko)) genoemd; het gaat daarbij om geestelijke titels.
Vergelijk met;
- De streken van Djonaha uit Indonesië
- Oom Tompa uit Tibet